# Pyridoxin

Pyridoxamin

Pyridoxin

Vitamin B6 är en grupp B-vitaminer vilka kemiskt sett är pyridiner. B-vitaminerna ombildas i kroppen till pyridoxalfosfat, vilket därefter kan verka som koenzym eller ombildas ytterligare.

## Egenskaper
Vitamin B6 är ett samlingsnamn för ämnena pyridoxin, pyridoxamin och pyridoxal. Pyridoxin kan också användas som samlingsnamn för dessa ämnen. Större delen av allt B6 ombildas till pyridoxinsyra och utsöndras med urinen, eftersom det dagliga intaget ofta är högt och kroppen inte förmår lagra stora kvantiteter B6. Såsom pyridoxin bildar vitaminet koenzymen pyridoxalfosfat som ingår i syntesen av serotonin, noradrenalin, aminosyror, myelinbildande sfingolipid, och hembildande aminolevulinsyra. Pyridoxalfosfat kan också bildas av B6-vitaminerna pyridoxal och pyridoxamin. Vitamin B6 är därför nödvändigt vid bildande av röda blodkroppar, immunförsvar, proteinbildning och för nervsystemet. Det påverkar kognitionen och sinnesstämningen.
B6 (och vitamin B12) fungerar som kofaktor till folsyrans så kallade enkolmetabolism, som deltar i syntesen och metyleringen av DNA samt i omsättningen av homocystein.
Vitaminet absorberas i övre delen av tunntarmen och omvandlas till koenzym i tunntarmscellerna. Depåerna av vitaminet är små, störst koncentration finns i lever, hjärta och njurar. Trots detta är vitamin B6-brist ovanligt, vilket beror på att många livsmedel innehåller vitaminen.
De viktigaste källorna till B6 är animaliska livsmedel, potatis, bröd och frukt.

## Rekommenderad dos
Det rekommendrade dagliga intaget av pyridoxin uppgår till, då det gäller 
- barn 0,3–1,1 milligram,
- kvinnor 1,1–1,2 milligram
- (gravida/ammande 1,4 respektive 1,5 milligram),
- män 1,2–1,5 milligram.

Det dagliga intaget av B6 bör inte överstiga 200 mg.
Se vidare i RDI-tabell.

## Vitamin B6-brist
Brist på vitamin B6 kan misstänkas om plasmanivåerna av homocystein är förhöjda, vilket dock oftare beror på brist på B12 eller folsyra eller annan sjukdom. Mängden pyroxidal-5-fosfat kan också mätas direkt i plasma. Vissa sjukdomar kan ge brist, som regel genom försämrad tarmabsorbering eller njurfunktion. 
Vitamin B6-brist uppkommer sällan, och när den gör det är det ofta i kombination med brist på andra B-vitaminer. Symtom visar sig som regel efter en lång tids brist. Vid brist uppkommer ofta sår i mungiporna, flagande läppar, svullen tunga, anemi och sämre immunförsvar. Brist kan iakttas vid elektroencefalografi som visar förändrad hjärnaktivitet. Symtom på det senare kan vara depression eller förvirring.

## Toxicitet
B6 är den enda B-vitamin där det föreligger en allvarlig risk för toxicitet. Denna risk avser endast intag via kosttillskott; ingen toxicitet har dokumenterats från intag av B6-rika födoämnen. Trots att överflödigt vitamin utsöndras med urinen, och risken således är relativt liten, kan tillräckligt mycket absorberas för att orsaka problem; detta oavsett vilken form av vitaminet som konsumeras (pyridoxin, pyridoxamin eller pyridoxal). Således kan långvarig överdosering (mer än 200 mg/dag) leda till allvarliga och smärtsamma nervskador. Studier på både djur och människor har visat att vitaminet företrädesvis förstör dorsalrotsganglion.  För känsliga personer kan även mindre doser ge problem. Denna perifera neuropati brukar försvinna efter att man slutar med intaget. Tillfrisknandet är dock långsamt och ibland ofullständigt. Mindre allvarliga biverkningar från överintag är rastlöshet, yrsel och/eller illamående; även intensifierad drömaktivitet och förändrad fettförbränning har rapporterats. 